# Јулијус Бјелик
Јулијус Бјелик (8. март 1962) бивши је словачки фудбалер.

## Каријера
Током каријере играо је за Спартак Трнава, Спарта Праг и многе друге клубове.

## Репрезентација
За репрезентацију Чехословачке дебитовао је 1990. године, наступао и на Светском првенству 1990. године. За национални тим одиграо је 18 утакмица.

## Статистика
| Чехословачка | Чехословачка | Чехословачка |
| Год.         | Ута.         | Гол.         |
| ------------ | ------------ | ------------ |
| 1983         | 1            | 0            |
| 1984         | 0            | 0            |
| 1985         | 0            | 0            |
| 1986         | 0            | 0            |
| 1987         | 2            | 0            |
| 1988         | 6            | 0            |
| 1989         | 3            | 0            |
| 1990         | 6            | 0            |
| Укупно       | 18           | 0            |